# Bertholletia excelsa
Bertholletia excelsa Bonpl., 1807, comunemente nota come noce del Brasile o noce amazzonica, è un albero alto circa 30-50 metri appartenente alla famiglia delle Lecythidaceae caratterizzato da frutti a forma di capsula legnosa.
Originario del Brasile, cresce anche nel Perù e nella Bolivia amazzoniche.
L'albero, localmente noto come almendro o castaño, per la sua altezza è tra quelli emergenti nella foresta tropicale. I grandi frutti legnosi delle dimensioni di una noce di cocco, noti in botanica come pixidii, sono maturi tra dicembre e marzo, periodo che corrisponde alla stagione di maggiori precipitazioni piovose. La pioggia gonfia l'epicarpo spugnoso del frutto che per il peso e l'azione del vento cade al suolo. Dopo alcuni giorni, per gli effetti di microrganismi e insetti, le parti spugnose sono rimosse restando il grosso guscio legnoso del frutto. Questo frutto in natura è aperto solo dall'aguti, un grosso roditore delle foreste o, in un periodo più lungo, dalle termiti. All'interno della capsula legnosa a forma di spicchio sono contenute in media tra 12 e 20 semi commestibili, le noci vere e proprie. Queste ultime sono anch'esse protette da un guscio legnoso.

## La raccolta e l'uso
La noce del Brasile viene raccolta durante il periodo piovoso, dicembre-marzo, da raccoglitori locali che si trasferiscono temporaneamente nella foresta, spesso con le famiglie, per la raccolta del frutto. Ogni raccoglitore ha un sentiero o un settore di foresta che percorre periodicamente per raccogliere le capsule cadute. Con abilità e l'uso di un machete le capsule sono aperte e gli spicchi legnosi estratti e raccolti in aree apposite (payoles). Da qui verranno trasportati attraverso la foresta con mezzi rudimentali verso un centro di raccolta principale da cui, normalmente con delle imbarcazioni fluviali, raggiungono gli stabilimenti di trasformazione. In questi stabilimenti, noti come beneficiadoras, la noce viene essiccata e aperta dal lavoro a cottimo di intere famiglie durante vari mesi. Inscatolata sotto vuoto, viene quindi esportata, per la quasi totalità, verso Europa e Nordamerica.
Nonostante il nome commerciale di noce del Brasile, o in alcuni casi noce amazzonica, il principale produttore mondiale è la Bolivia, nei dipartimenti di Beni e Pando dove il frutto è conosciuto come almendra o castaña del Beni. Nelle cittadine di Riberalta e Cobija si trovano i principali stabilimenti mondiali di trasformazione.
In Italia la noce del Brasile è poco nota e normalmente commercializzata ancora con il guscio. La maggior parte della produzione viene inviata in Europa per l'industria alimentare. Dato però l'alto contenuto di grassi, la noce è utilizzata anche per la produzione di olio commestibile. La noce del Brasile contiene, tra gli altri minerali, anche una notevole quantità di selenio.
Per togliere il guscio alle noci brasiliane, metterle in forno per 15 minuti a 200 °C, oppure surgelarle. Dopo uno "shock termico" è facile schiacciarle e sgusciarle.

## Ecologia
Alcuni aspetti ambientali e sociali vanno considerati nella produzione della noce del Brasile. Nonostante la raccolta avvenga senza danneggiare gli alberi, durante il periodo del raccolto migliaia di raccoglitori e le loro famiglie si trasferiscono nelle aree forestali. Molte di queste famiglie hanno come principale fonte proteica alimentare la carne di animali selvatici. Una volta terminata la raccolta o estrazione, molte specie di mammiferi e uccelli si trovano in condizione critica di conservazione. È stata segnalata per esempio l'estinzione locale della scimmia ragno (Ateles paniscus) per l'impatto delle attività venatorie di sussistenza. La noce del Brasile non può essere considerata un prodotto a tutti gli effetti ambientalmente sostenibile.
Esiste anche un altro aspetto, più legato all'ecologia della pianta, dato dalla stretta relazione tra gli impollinatori e l'albero; la noce del Brasile produce frutti solo in aree naturali. Per quanto l'albero possa venire coltivato con relativa facilità in presenza di clima appropriato, l'assenza dell'insetto imenottero che lo impollina, insetto esclusivamente selvatico e adatto solo all'ambiente forestale, rende impossibile la fecondazione dei fiori e quindi la produzione di frutti.
Infine l'aspetto sociale: ai raccoglitori e ai lavoratori degli stabilimenti di trasformazione, indigeni o meticci da generazioni residenti in aree periforestali (la maggior parte dei meticci, noti come caboclos in Brasile e camba in Bolivia, risiede in queste aree dall'epoca dell'estrazione del caucciù), vengono corrisposti salari molto bassi e non godono di forme di assistenza sociale. Date anche le condizioni precarie dei luoghi di raccolta e lavoro, l'alta incidenza di gravi malattie tropicali, quali la malaria, leishmaniosi e febbre gialla, è facilmente intuibile l'impatto sulle condizioni di vita di questi lavoratori. Si tratta quindi del frequente paradosso di un prodotto del mercato mondiale che gode di prezzi elevati, ma che produce pochi e settoriali benefici per le popolazioni locali che lo raccolgono.

## Conservazione
La Lista rossa IUCN classifica Bertholletia excelsa come specie vulnerabile.

## Radioattività
Le noci del Brasile contengono piccole quantità di radio. Sebbene la quantità di radio, un elemento radioattivo, sia molto piccola, circa 1-7 pCi/g (40-260 Bq/kg), e la maggior parte di esso non venga trattenuta dal corpo, questa è 1.000 volte superiore che in altri alimenti. Secondo la Università Associate di Oak Ridge, questo non è dovuto a elevati livelli di radio nel terreno, ma all'apparato radicale molto esteso.

## Galleria d'immagini

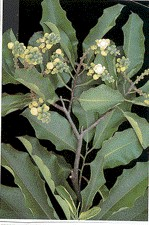
Foglie e fiori di Bertholletia excelsa
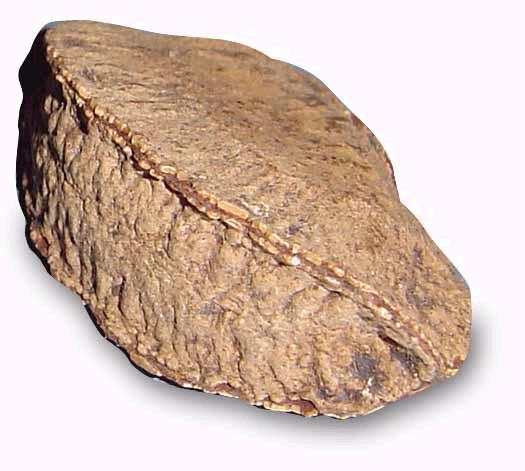
Una noce
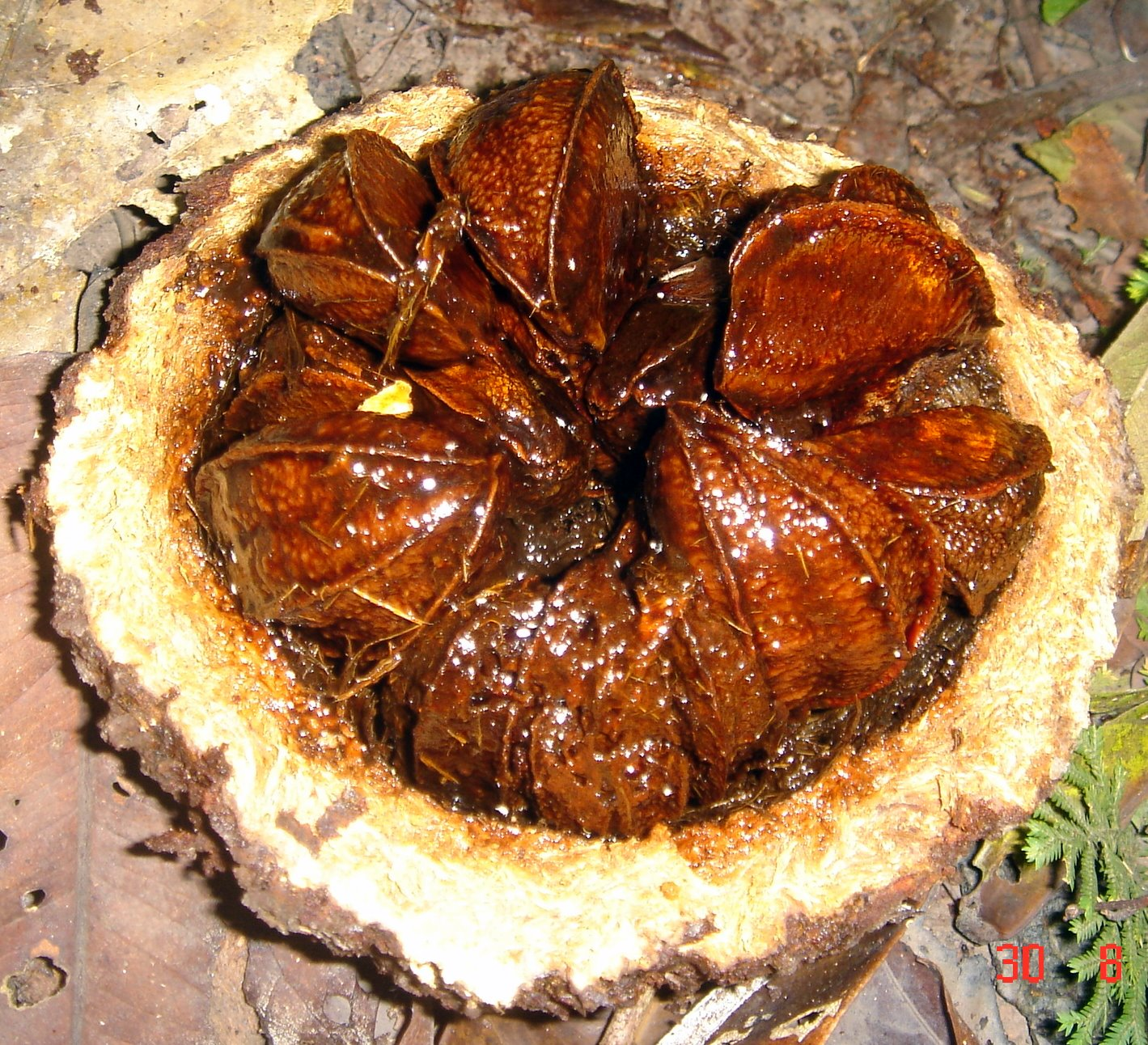
Semi ancora nel guscio